# 霧都魔堡樂團
霧都魔堡（挪威語：Dimmu Borgir）是挪威交響黑金屬樂團，1993年成立於奧斯陸。樂團的名字取自冰島北部著名景點黑色城堡，在冰島語和古諾爾斯語的意思是「黑霧城市」或是「黑暗堡壘」。該地是一處不規則形狀的熔岩地帶，並且常有濃霧聚攏。霧都魔堡多年來的陣容不斷改變，吉他手西爾諾斯、主唱夏葛拉特是僅存的創團元老，另一位吉他手蓋爾德則是自2000年後便長期穩定活動的成員。霧都魔堡是全世界最有商業市場的黑金屬樂團之一，他們融合了黑金屬的殘暴、歌劇的優美旋律、工業金屬的錄音技巧，並從挪威本土文化中擷取創意，在重金屬音樂界中建立了地位，成為最具暴力美學和史詩氛圍的金屬樂團之一。
樂團多次在重金屬媒體中獲得獎項和讀者票選榮譽，並舉行多次世界巡迴演唱會，也參加過許多知名音樂節，例如瓦肯音樂祭、金屬之神音樂節和奧茲音樂節。樂團的主題包括撒旦、厭世、宗教屠殺、反基督教、反人類、瀆神、宇宙、末日、警世等。最早期的歌詞以挪威語為主，後來改為以英語為主。2001年在發行第五張專輯《魔界大憲章》後，霧都魔堡開始在錄音室與管弦樂團合作，因此他們的音樂類型通常被歸於為交響黑金屬。他們的舞台風格包括屍妝、魔王裝束、末日電影般的場景設計和煙火效果。截至2016年，樂團已發行了8張錄音室專輯、1張重製錄音室專輯、1張合輯、4張迷你專輯、3張影像作品、5張單曲和13支音樂錄影帶。

## 歷史

### 《永劫》、《魔王暴風》（1993 - 1996年）

1994年至1996年間使用的樂團標誌。

1993年，三位挪威音樂人夏葛拉特、西爾諾斯和喬達爾文在奧斯陸組成了霧都魔堡，他們演奏的是1980和1990年代的挪威黑金屬，並受到古典樂作曲家理察·華格納和交響樂作曲家安東寧·德弗札克的啟發，呈現黑腔人聲、陰沉的吉他、侵略性的鼓點和優美的鍵盤。1994年8月，樂團開始錄製作品。同年12月17日，透過死靈坑道製作公司發行第一張迷你專輯《永墜深淵》，在幾個禮拜內所有的拷貝便完售，鼓舞了霧都魔堡著手推出全長專輯，他們的現場表演也開始受到很大的關注。1995年，透過無色唱片發行第一張錄音室專輯《永劫》，該專輯的陣容是主唱兼節奏吉他手西爾諾斯、鼓手夏葛拉特、主奏吉他手喬達爾文、鍵盤手史帝安·亞斯塔德和貝斯手布林賈德·特里斯坦，這是霧都魔堡的第一代陣容。《永劫》大獲好評，樂團在整個斯堪地那維亞和國際上其他一些地區打響了名號，地下音樂界充滿了他們的作品。經過一些歐洲巡迴演出和金屬出版物的正面評論潮，樂團於在1995年7月回到了錄音室，展開他們的下一張專輯工作。
1996年1月25日，透過刺耳唱片發行第二張錄音室專輯《魔王暴風》，登上德國官方排行榜第87名、法國暢銷專輯榜第183名、挪威專輯排行榜第24名。這成為黑金屬歷史上最重要的專輯之一，具有更多的鍵盤、更旋律性的吉他和貝斯，他們也首次嘗試擷取古典樂元素，例如安東寧·德弗札克的《第9號交響曲》，霧都魔堡再次獲得更多的正面評論。這張專輯的音樂性將成為樂團未來音樂生涯的定義藍圖。原本擔任鼓手的夏葛拉特開始改為主唱兼主奏吉他手，主奏吉他手喬達爾文則改為打鼓。許多樂迷和音樂評論家後來認為，《魔王暴風》是霧都魔堡歷來最棒的專輯。不過在同期的黑金屬界中，霧都魔堡仍然不算是一線樂團，當時惡靈天皇和幽冥大帝也在同時發片了，樂團成員認為可能是因為《魔王暴風》的歌詞都是挪威語，所以它也是霧都魔堡最後一張以挪威語填詞的專輯。

### 《帝王登基》（1997 - 1998年）
《魔王暴風》發行之後，樂團立即著手以英語錄製作品，但是鍵盤手史帝安·亞斯塔德因為被挪威國防軍徵召，必須服義務役而離開了樂團。同時貝斯手布林賈德·特里斯坦也退出，由納格許入替。1996年6月，透過熱門唱片發行第二張迷你專輯《魔王大道》。後來他們與德國獨立唱片公司核爆唱片簽約。1997年1月，樂團到瑞典盧德維卡的陰府錄音室進行錄製新作品的工作，鍵盤手史帝安·亞斯塔德也從軍隊中回來和樂團一起錄音。1997年5月30日，透過核爆唱片發行第三張錄音室專輯《帝王登基》，登上德國官方排行榜第75名、芬蘭官方排行榜第26名。它標誌著霧都魔堡的重大國際突破，唱片賣出超過十五萬張。這個突破性的一年也讓樂團受到一些最負盛名的歐洲夏季音樂會邀請登台，如荷蘭的發電機音樂節，德國的泰山壓頂音樂節和瓦肯音樂祭等。但是鍵盤手史帝安·亞斯塔德由於難以參與樂團排練，也無法加入巡迴演唱會而離開樂團，由金伯利·高斯入替。霧都魔堡隨後擔任烈焰邪神、妖域魔神等一線樂團的暖場嘉賓。

### 《神聖暗次元》、《魔界大憲章》（1998 - 2001年）

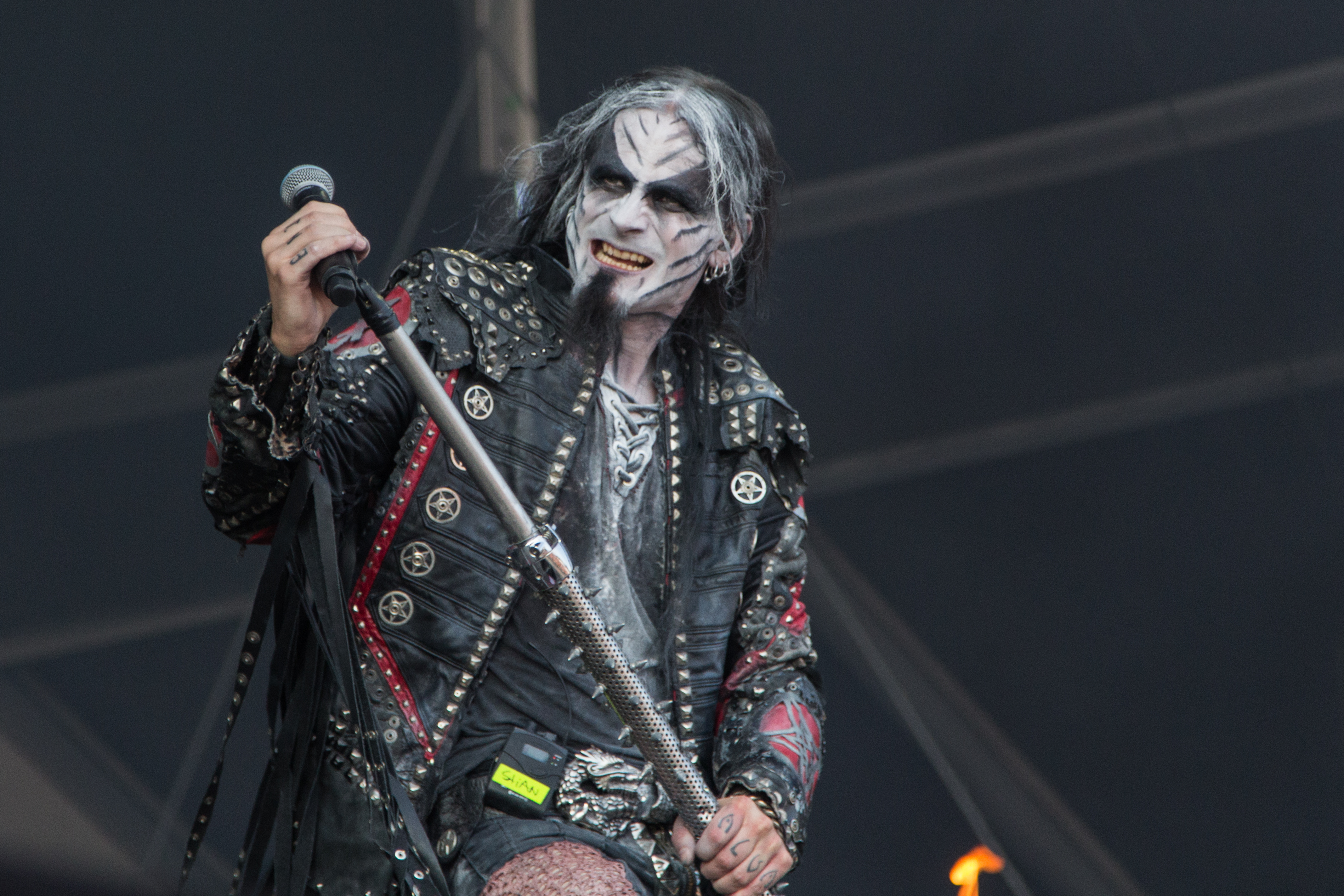
主唱夏葛拉特，他最早是擔任霧都魔堡的鼓手，後來又擔任過吉他手，也在專輯中彈過鍵盤。

巡迴演唱會結束後，樂團招募了吉他手亞斯特尼加入。而鍵盤手金伯利·高斯由於合約責任離開，由慕斯帝斯取代。1998年重新發行了《永劫》。1998年8月4日發行第一張合輯《暴虐樂園》，登上德國官方排行榜第56名、奧地利專輯排行榜第47名、荷蘭專輯排行榜第98名、芬蘭官方排行第25名。這是他們第一次獲得史班佛孟斐斯獎提名（在挪威，這個獎項的地位相當於美國的葛萊美獎）。1998年8月至10月，樂團重返陰府錄音室進行錄製新作品的工作，並請該錄音室的老闆彼得·塔格倫一起擔任唱片製作人。1999年3月2日，透過核爆唱片發行第四張錄音室專輯《神聖暗次元》，登上德國官方排行榜第25名、奧地利專輯排行榜第31名、荷蘭專輯排行榜第98名、瑞典熱門音樂榜第44名、芬蘭官方排行榜第14名、挪威專輯排行榜第18名。這張專輯也獲得好評，得到金屬媒體更多的讚譽，並改變了全球黑金屬的音樂市場，樂團呈現了更完整和更複雜的編曲。
此時貝斯手納格許退出，由《神聖暗次元》裡客串過清腔人聲的艾斯·佛塔斯取代。隨後樂團展開巡迴演唱會，但演出開始沒多久後，鼓手喬達爾文因為當了爸爸所以離開，由惡靈天皇前成員尼可拉斯·巴克入替。2000年，在樂團準備錄製新專輯之前，亞斯特尼遭到樂團開除。由於成員變動和財務問題，樂團遲遲沒有展開新專輯錄製，直到找來蓋爾德加入，擔任主奏吉他手。2000年10月至11月，樂團至瑞典哥登堡佛里曼錄音室錄音，並與佛德瑞克·努德史東共同擔任唱片製作人。樂團開始聘請真正的管弦樂團（哥登堡歌劇管弦樂團）參與錄音，而不是像過去那樣依賴鍵盤來模擬交響樂。
2001年3月20日，透過核爆唱片發行第五張錄音室專輯《魔界大憲章》，登上德國官方排行榜第16名、奧地利專輯排行榜第23名、法國暢銷專輯榜第66名、荷蘭專輯排行榜第71名、瑞典熱門音樂榜第28名、芬蘭官方排行榜第11名、挪威專輯排行榜第16名。《魔界大憲章》受到許多音樂媒體的稱讚，雖然樂團開始偏離了傳統黑金屬根源，但它的宏大編制和史詩音樂性也創下黑金屬音樂的新篇章，霧都魔堡的知名度和樂迷數量都大幅增加，更讓他們獲得了第一座史班佛孟斐斯獎。2001年4月4日，發行第四張迷你專輯《生人折磨》。

### 《邪教末日》（2001 - 2005年）

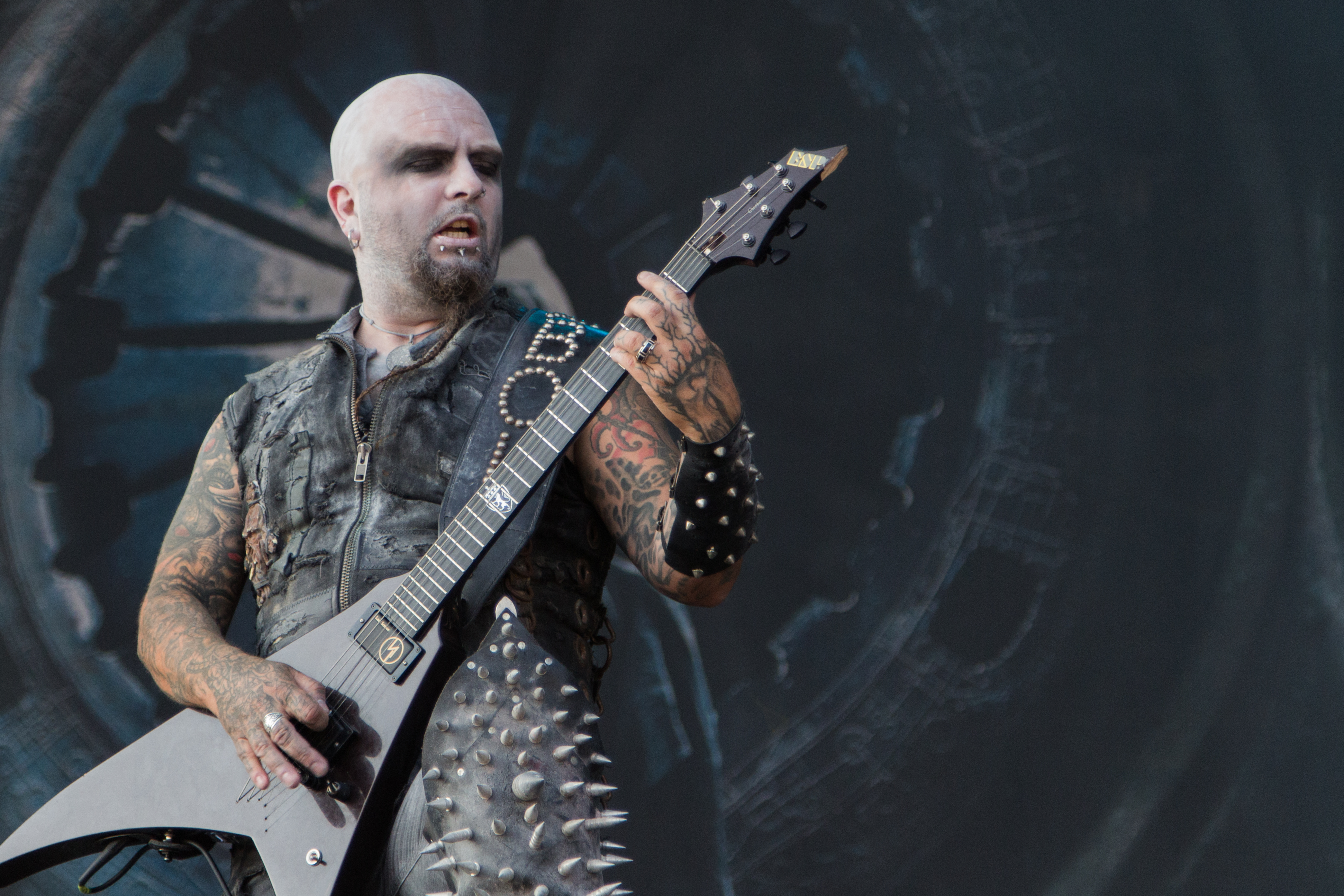
吉他手西爾諾斯，他最早是擔任霧都魔堡的主唱。

《魔界大憲章》獲得好評，也在美國電視頻道MTV和保險絲電視輪播曝光，樂團此時表示他們的音樂並未朝著商業導向發展，只是希望把歌曲中的訊息傳播給更多人。由於2001年的九一一襲擊事件波及國際航空，他們與死亡汽油彈預計到美國的巡演計劃取消，不得不留在歐洲表演。2002年5月28日，推出第一張影像作品《厭惡人世》，內容包括2001年瓦肯音樂祭、斯圖加特、克拉科夫的演出實況，以及後台花絮。2003年3月，樂團到佛里曼錄音室開始錄製新作品，並與布拉格愛樂樂團合作。然而夏葛拉特表示，與管弦樂團合作有許多困難及缺點。在錄音室中，他們花了整整兩個禮拜去校正錯誤。在接下來的專輯，他們決定錄音時不再聘請管弦樂團。2003年9月8日，透過核爆唱片發行第六張錄音室專輯《邪教末日》，登上美國告示牌二百強專輯榜第170名、瑞士百強專輯榜第54名、德國官方排行榜第12名、奧地利專輯排行榜第14名、法國暢銷專輯榜第35名、荷蘭專輯排行榜第42名、瑞典熱門音樂榜第28名、芬蘭官方排行榜第9名、挪威專輯排行榜第2名、義大利專輯排行榜第37名。
《邪教末日》大部分的歌曲主題都是關於世界末日，音樂性則涵蓋了黑金屬、死亡金屬、鞭擊金屬、歌德金屬、工業金屬和交響金屬，它被視為霧都魔堡歷年來最成功和最重要的代表作之一，也讓樂團獲得第二座史班佛孟斐斯獎的肯定。2004年，鼓手尼可拉斯·巴克離開樂團。隨後的巡迴演唱會先後由里諾·奇多利和東尼·勞雷亞諾支援。同年夏季，霧都魔堡首次登上奧茲音樂節，在美國各大城市巡迴表演，同場的卡司還有黑色安息日、猶大祭司、超級殺手、滑結、上帝羔羊等。2005年底，邀請異教狂徒的鼓手海爾漢默支援。同年11月11日，透過核爆唱片發行重製錄音室專輯《魔王暴風2005》，作品內還附有奧茲音樂節的現場表演影片。同時，海爾漢默也成為正式成員。

### 《沉浸絕對邪惡》（2006 - 2009年）

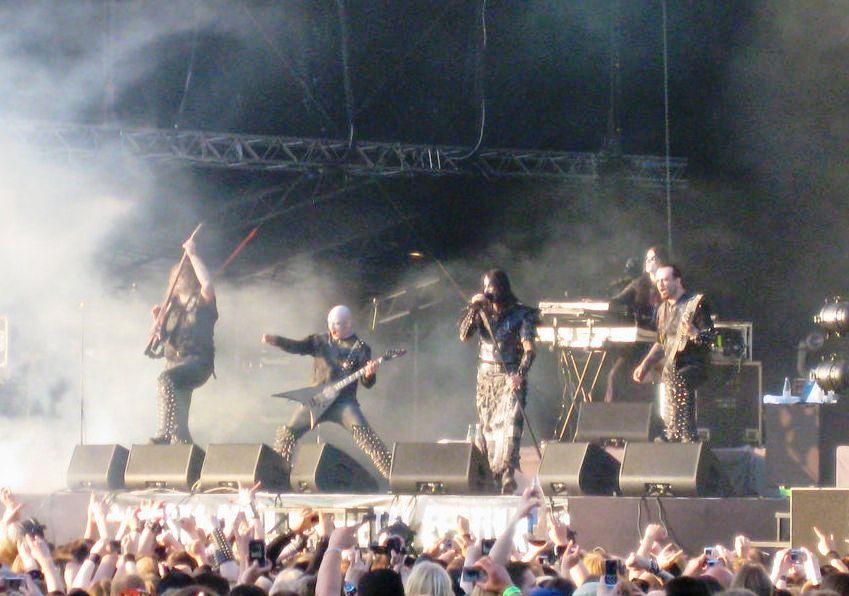
2008年的霧都魔堡。

2006年10月至12月，樂團到佛里曼錄音室開始錄製新作品，他們開始創作概念專輯，歌曲故事關於中世紀歐洲、基督教、敵基督、宗教信仰、真實自我與褻瀆，專輯封面則是一隻巴風特。2007年4月24日，透過核爆唱片發行第七張錄音室專輯《沉浸絕對邪惡》，並推出一個特別限定版，加贈一張影像光碟、倒印歌詞、32頁的小冊子及鏡子。這是鼓手海爾漢默成為樂團正式成員後第一張參與的新專輯，但他後來因頸部受傷導致右臂無法移動，在巡迴期間退出了樂團。《沉浸絕對邪惡》登上美國告示牌二百強專輯榜第43名、瑞士百強專輯榜第30名、德國官方排行榜第7名、奧地利專輯排行榜第11名、法國暢銷專輯榜第34名、荷蘭專輯排行榜第37名、比利時專輯排行榜第47名、瑞典熱門音樂榜第10名、芬蘭官方排行榜第6名、挪威專輯排行榜第1名、義大利專輯排行榜第36名。霧都魔堡首次在家鄉挪威奪下唱片排行榜的冠軍，並獲得金唱片認證，成為第一個達成這項成就的黑金屬樂團。他們也獲得第三座史班佛孟斐斯獎。
與此同時，樂團舉行了盛大的巡迴演唱會，到世界各地宣傳《沉浸絕對邪惡》，包括在斯圖加特舉行的核爆唱片二十周年紀念派對、搖滾之戒音樂節、搖滾公園音樂節、瓦肯音樂祭等盛會，並與維京戰神一同舉行了歐洲巡演、與惡靈駛者、比蒙巨獸、地海巨龍一起到北美洲巡演，以及紐西蘭的金屬硬漢音樂節。2008年10月14日，發行第二張影像作品《黑暗至尊》，內容是這次巡演的現場實況紀錄（其中包括2007年在瓦肯音樂祭的現場錄影），共三片光碟，它登上了瑞士百強專輯榜第8名。隨後樂團與丹茲克樂團一起參加了黑中之黑音樂節巡迴，他們也出現在美國保險絲電視的《極限運動的日常》電視節目中，該節目在全球擁有超過五千萬收視人口。2009年，樂團登上奧地利最大的的音樂節新星搖滾音樂節，美國的終端出版社也發行以霧都魔堡為主的恐怖題材漫畫《黑暗堡壘》。《邪教末日》中的經典歌曲〈天啟之子〉也授權給電玩遊戲《惡黑搖滾》使用。
與此同時，貝斯手艾斯·佛塔斯和鍵盤手慕斯帝斯宣布離開霧都魔堡，慕斯帝斯發表了他對樂團的不滿聲明，聲稱他對霧都魔堡貢獻的音樂創作沒有獲得正式署名，因此他可能採取會法律行動。霧都魔堡隨後發表聲明，表示艾斯·佛塔斯和慕斯帝斯是被樂團開除的，並給出解釋。夏葛拉特、西爾諾斯和蓋爾德三位成員寫道：「值得玩味的是，就算沒有其他人的任何參與，我們的新專輯依然能夠順利完成，並仍然擁有它該有的所有元素」。樂團的人事決策引起樂迷兩極化的看法與討論。

### 《諾斯底魔咒》（2010 - 2012年）

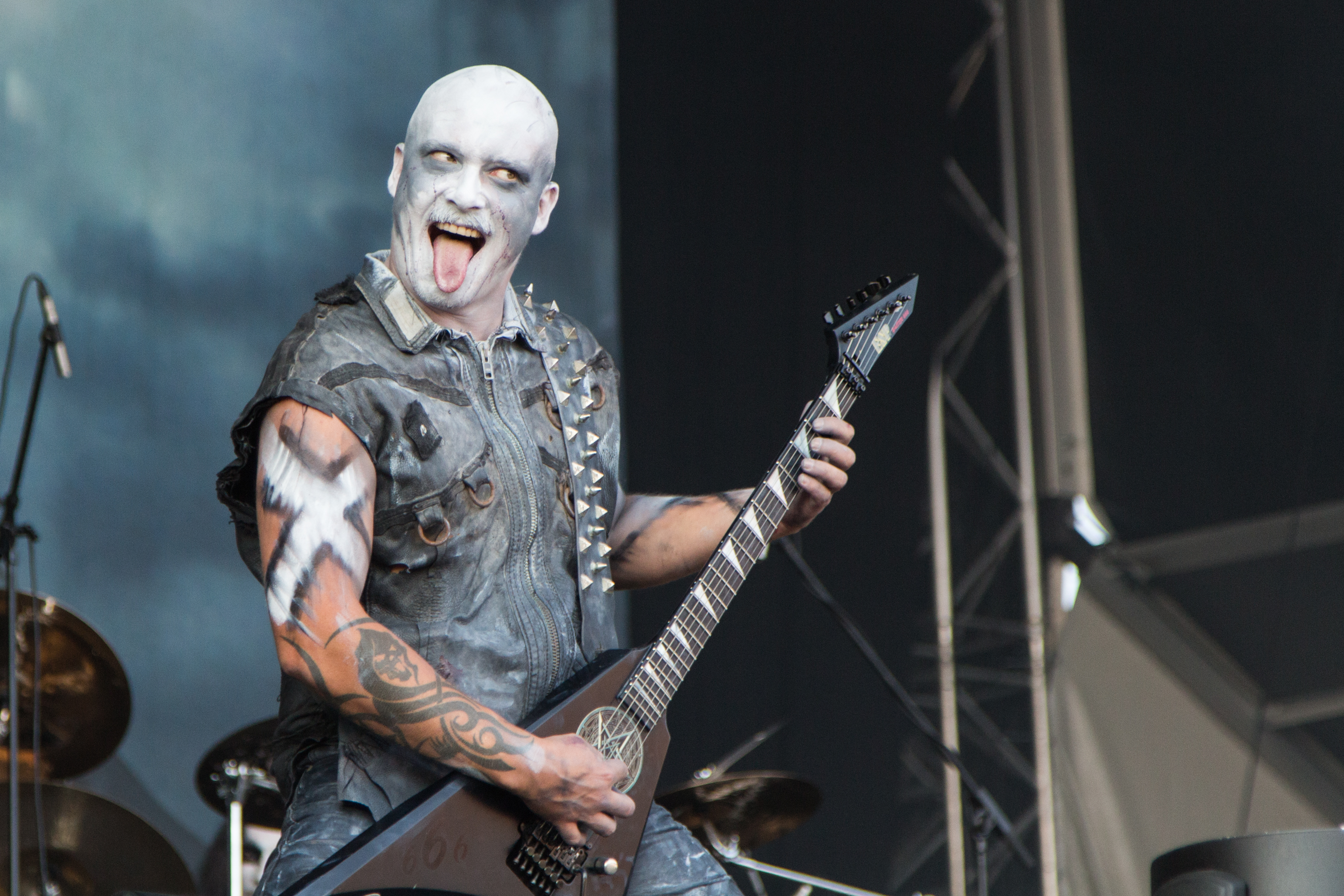
吉他手蓋爾德。

2010年6月，樂團宣布這次的新專輯將有超過101名音樂家協同參與，包括伯克利音樂學院音樂總監蓋特·斯托拉斯、挪威廣播交響樂團（51人編制）及挪威音樂學院合唱團（38人編制），鼓部分由德雷支援，貝斯部分由史諾伊·夏恩支援，鍵盤部分由葛利耶茲支援，主唱夏葛拉特也在專輯中彈奏了鍵盤，他們最終花費了十一個月錄製完成。7月8日，樂團證實史諾伊·夏恩成為新貝斯手，將會出現在樂團的新專輯和世界巡迴演唱會中。不過到了8月25日，樂團又宣布史諾伊·夏恩離開了霧都魔堡，改為加入聖獸。9月17日，樂團官方網站發布了新曲〈奸生子〉，讓樂迷試聽。9月24日，透過核爆唱片發行第八張錄音室專輯《諾斯底魔咒》，專輯名稱的靈感來自英格蘭神祕學家阿萊斯特·克勞利的《律法之書》，封面是由奧地利藝術家約姆西·盧艾克設計，象徵宇宙中的超人類生命、他們的力量遠遠超出人類，約姆西·盧艾克表示：「這些無名的上古神靈見證了我們宇宙的誕生，祂們看過它的大爆炸，對祂們來說，人類的時代只是一眨眼而已」。《諾斯底魔咒》登上美國告示牌二百強專輯榜第42名、瑞士百強專輯榜第24名、德國官方排行榜第15名、奧地利專輯排行榜第20名、法國暢銷專輯榜第43名、荷蘭專輯排行榜第100名、比利時專輯排行榜第41名、瑞典熱門音樂榜第17名、芬蘭官方排行榜第8名、挪威專輯排行榜第2名、義大利專輯排行榜第58名。

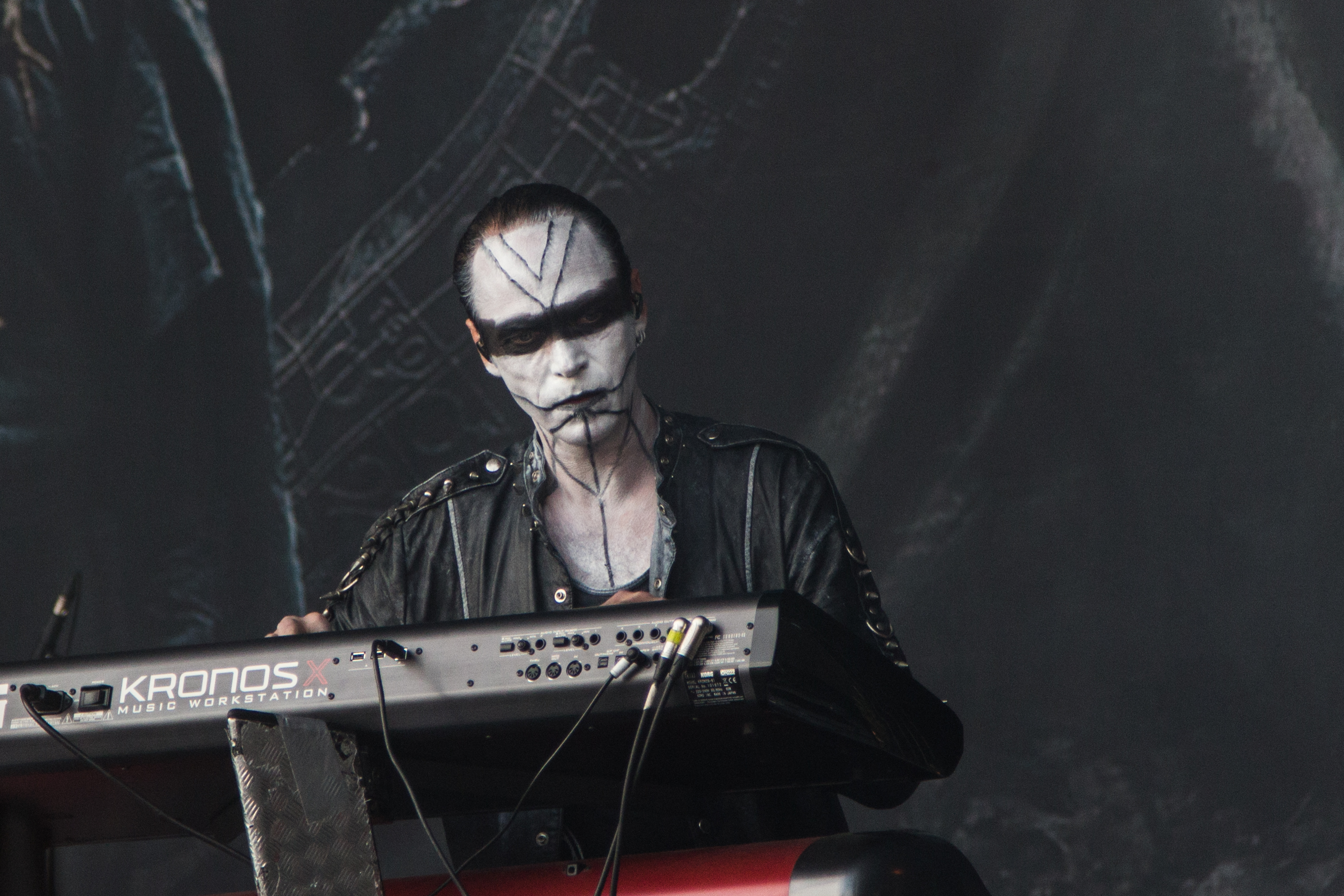
2010年加入的支援鍵盤手葛利耶茲。

《諾斯底魔咒》獲得普遍的正面評價，美國音樂雜誌《分貝》表示，霧都魔堡在這張專輯中回歸了1997年《帝王登基》時的暴力美學，法國音樂雜誌《金屬》認為：「《諾斯底魔咒》已經成為黑金屬發展史中的一個里程碑，它雄偉、邪氣、自傲，使霧都魔堡成為一支頂級樂團。它不但有排山倒海的氣勢，而且最重要的 — 它是一張非常完整、非常有創意也非常明智的作品，《諾斯底魔咒》證明挪威的霧都魔堡是世界上最出色的交響黑金屬，這點絕對毫無疑問」。吉他手西爾諾和蓋爾德表示，這張專輯呈現的音樂會讓人聯想到《魔界大憲章》和《邪教末日》，更側重於管弦樂編曲。歌詞主題也與霧都魔堡往年慣用的風格有顯著的不同，包含救贖、權力、重生和星際旅行等主題，是更模糊的概念，而不是他們常寫的神祕學和宗教批判、那些通常被視為撒旦和瀆神的歌詞，《諾斯底魔咒》選擇使用更加通俗的字眼。西爾諾斯也表示，發行專輯的間隔時間之所以會越來越長，是因為樂團長年一直進行巡迴演出而難以創作，若一邊旅行一邊創作會影響音樂的質量。他將這張新專輯描述為具有「令人毛骨悚然，令人難以置信」的感覺，並補充說它的音樂是「史詩、原始，具有空間感的氛圍」。與樂團合作的伯克利音樂學院音樂總監蓋特·斯托拉斯負責編寫管弦樂部分，他也發表自己在《諾斯底魔咒》中扮演的角色：「他們（霧都魔堡）的音樂從創作一開始就是史詩般的、有主題性和側重交響樂的，他們自己顯然有一套將金屬樂和管弦樂結合的方法。我在這方面的作用有時只是撰寫主題、有時候提供想法，把它們分開，並以樂團想要的方式組織起來。音樂也必須既有趣又耐人動聽，我希望能達到管弦樂世界的質量標準」。隨後，樂團的鍵盤位置由賽勒斯支援。

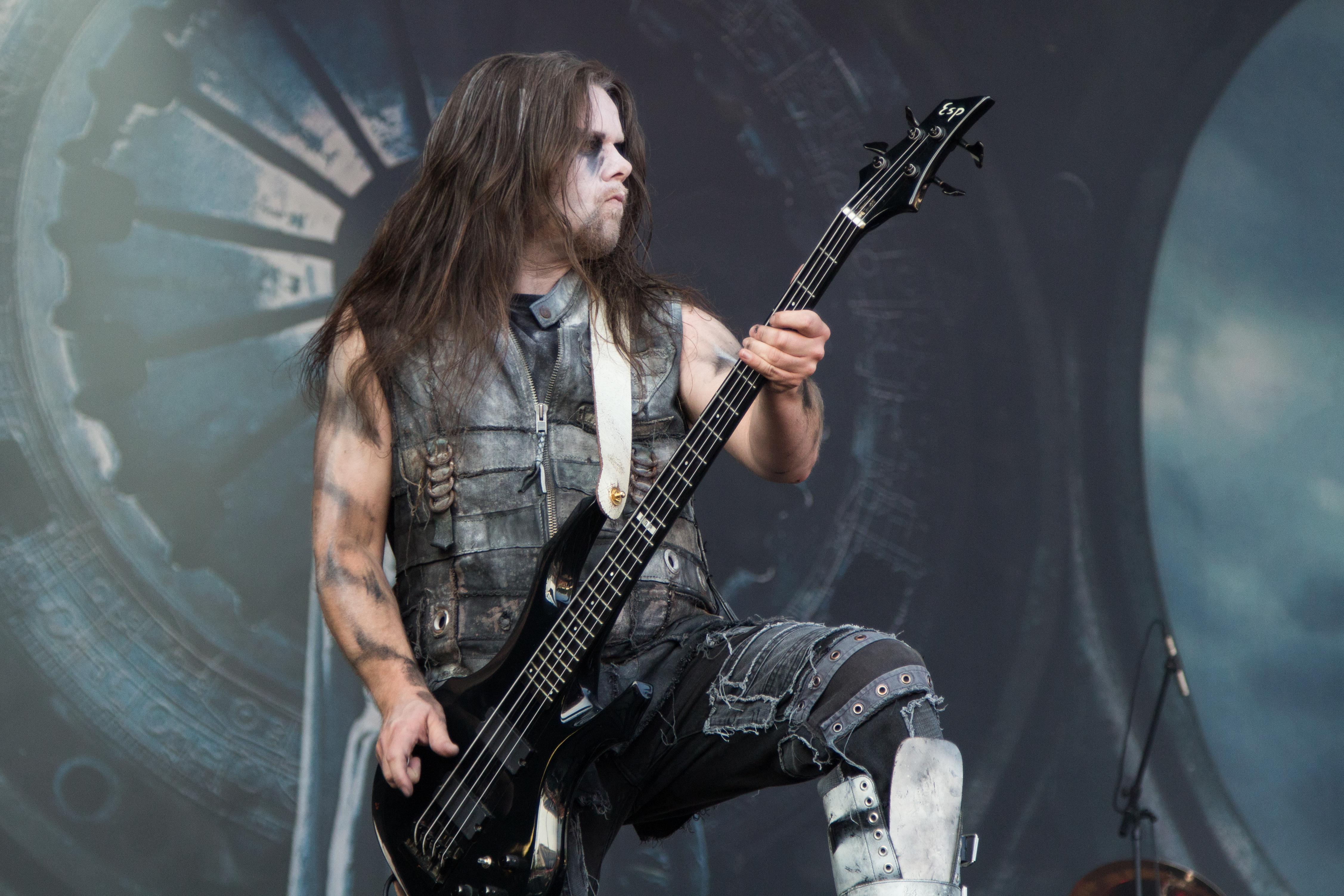
2010年加入的支援貝斯手賽勒斯。

2011年5月28日，霧都魔堡在挪威奧斯陸光譜劇場舉行他們職業生涯中史無前例的演出 — 與挪威廣播交響樂團及挪威音樂學院合唱團合作登台表演。這場極端金屬樂團和完整的交響樂團、合唱團一起同台的跨界表演命名為「北方之力」，現場由挪威國家廣播電視台拍攝直播。這場演唱會的演出內容包括《諾斯底魔咒》、《邪教末日》的改編版本、蓋特·斯托拉斯改編的〈靈堂〉，還有其他經典的樂團作品。2012年8月3日，在瓦肯音樂祭的左側主舞台上，霧都魔堡再度與挪威廣播交響樂團及挪威音樂學院合唱團登台，並在上萬名金屬樂迷面前表演了多段管弦樂團的單獨演奏。繼2007年力量金屬樂團魔域大怒神之後，這是瓦肯音樂祭有史以來第二次有金屬樂團與管弦樂團登台表演。該場表演由德國廣播文化電視台藝術頻道拍攝直播。西爾諾斯後來在幾次採訪中表示，兩次的合作演唱都已經完全製作完畢，並且在發行時會附上紀錄片和特贈內容。在2011年至2012年底期間，霧都魔堡在各個歐洲國家進行了特別的巡迴演唱會，其中包括在一些小型表演場地中讓樂迷近距離觀賞演奏。同時為了慶祝《帝王登基》滿十五周年，樂團在官方網站邀請樂迷投票選出各種喜愛的歷年曲目，並詢問他們想要在下一次歐洲巡演中看到什麼樣的歌單。

### 《北方之力》（2013年至今）
2013年8月，樂團宣布下一張專輯的製作工作已經正式展開。然而，後來專輯的製作和發行計畫面臨諸多延誤，成為樂團歷年來間隔時間最長的錄音室專輯。隨著各種延期發行的決定，2011年及2012年那兩次協同管弦樂團、合唱團登台的演唱實況，終於決定在2017年4月28日發行為第三張影像作品《北方之力》。與此同時樂團也表示，預計在2017年夏季會推出新作品，西爾諾斯透露混音的工作已經進入尾聲，新專輯將會有十首歌曲。

## 音樂風格與影響
根據美國線上音樂資料庫Allmusic記者布拉德利·托雷亞諾表示，霧都魔堡早期的作品受到黑暗王座、異教狂徒、蝙蝠學、幽冥大帝、凱爾特冰霜、永生、毒液和鐵娘子的強烈影響。樂團多年來變得更具有前衛金屬和交響金屬元素，許多黑金屬純粹主義者認為，霧都魔堡的第二張專輯《魔王暴風》是該樂團對「黑金屬世界最後的真正貢獻」。霧都魔堡的第三張專輯《帝王登基》在兩個重要領域中展現特色，首先是放棄挪威語改以英語創作歌詞，其次是大幅增加合成器的使用。2000年開始，霧都魔堡明顯的在進行音樂實驗，例如第四張錄音室專輯《神聖暗次元》（來自貝斯手艾斯·佛塔斯的清腔人聲和當時新成員慕斯帝斯各種音樂創意）和第五張錄音室專輯《魔界大憲章》，但他們的音樂性也逐漸遠離了黑金屬根源，特別是由於理察·華格納、安東寧·德弗札克、弗雷德里克·蕭邦等作曲家和音樂人恩雅的音樂影響。
由於霧都魔堡的音樂與傳統的黑金屬風格有很大不同，特別是強調平易近人的旋律性、沒有環境噪音和背景噪聲，重金屬音樂作家喬恩·克里斯帝安森稱《神聖暗次元》是一種過度著重旋律的交響金屬：「認真的說，如果你喜歡這種旋律風格，我不認為有任何人能做得比他們更好，但是我不同意這種音樂是黑金屬，請聽聽葬禮薄霧的音樂，那才是黑金屬的正確定義」。不過和黑金屬相同的是，霧都魔堡也有「黑暗、詭異、邪惡」的明顯特徵，強調黑腔和尖嘯唱腔，極少使用吉他獨奏，鍵盤也呈現莊嚴肅穆的宗教感，以及陰森的唱片封面和神祕符號。同時歌詞也經常體現出樂團的反主流意識，奉行異教主義，鼓吹社會恢復基督教傳到北歐之前的多神教。
夏葛拉特表示：「我們透過藝術形式散播反基督思想，希望人們自省、覺醒，不要盲目的跟隨領導者。我們有很好的理由反基督，尤其是挪威，因為我們國家的祖先是受武力逼迫、屠殺、截肢和放逐，從多神教變成基督教」。當被問到關於霧都魔堡的音樂性正在遠離黑金屬的話題時，夏葛拉特說：「我們真的不喜歡被分類在一個音樂類別中，就只是因為我們做的音樂比其他黑金屬樂團多了很多元素。所以，對我們而言，這是音樂與藝術，是一個和我們密切連結的東西，而且實在沒必要把我們的音樂貼上黑金屬的標籤，你可以說它是極端金屬、旋律金屬、交響金屬……隨便你想叫它什麼都行，這是許多不同靈感來源所組合的音樂」。

## 成員列表

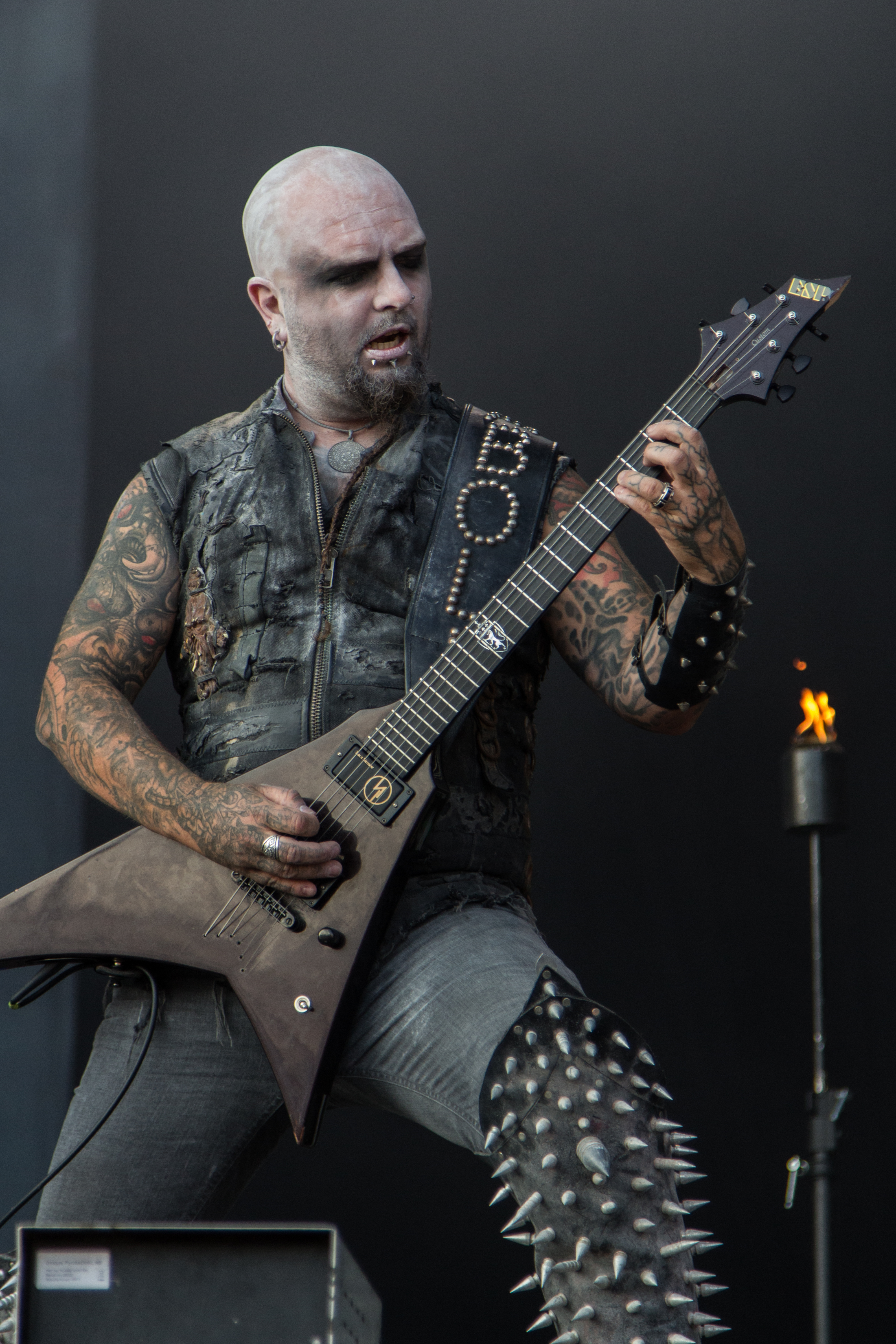
西爾諾斯
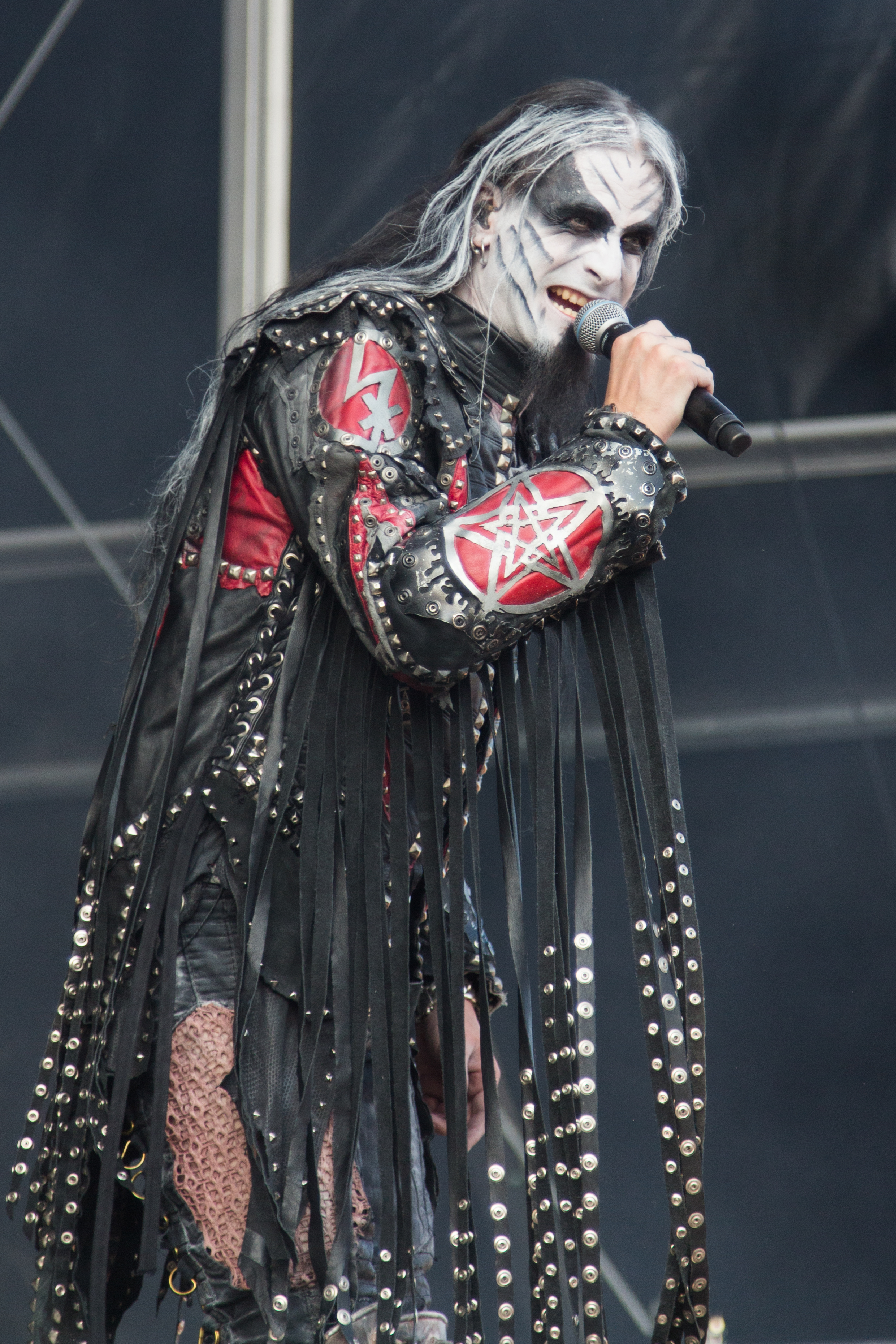
夏葛拉特
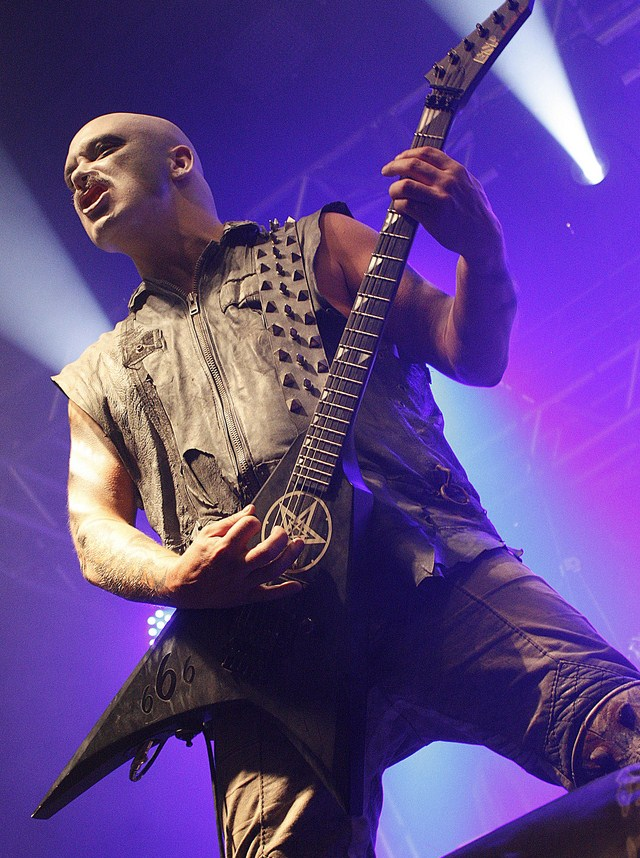
蓋爾德

| - 西爾諾斯 – 節奏吉他、和聲（1993年 - 至今），主唱（1993 - 1995年） - 夏葛拉特 – 主唱（1995年 - 至今），主奏吉他（1995 - 1997年），鼓（1993 - 1995年） - 蓋爾德 – 主奏吉他、和聲（2000年 - 至今） - 德雷 – 鼓（2008年 - 至今） - 賽勒斯 – 貝斯、和聲（2010年 - 至今） - 葛利耶茲 – 鍵盤、合成器（2010年 - 至今） - 雅妮·修蘇 – 人聲（2010年 - 至今） - 延斯·皮特·山特維克 – 主奏吉他（1996 - 1997年） - 雅克斯 – 鼓、打擊樂器（1997年） - 里諾·奇多利 – 鼓、打擊樂器（2004年） - 東尼·勞雷亞諾 – 鼓、打擊樂器（2004 - 2005年，2007 - 2008年） - 賽克斯達蒙 – 貝斯 （2007年） | - 喬達爾文 – 鼓、打擊樂器（1995 - 1999年），主奏吉他、和聲（1993 - 1995年） - 史帝安·亞斯塔德 – 鍵盤、鋼琴（1993 - 1996年，1997年） - 布林賈德·特里斯坦 – 貝斯、和聲（1993 - 1996年） - 納格許 – 貝斯、和聲（1996 - 1999年） - 亞斯特尼 – 主奏吉他（1997 - 1999年） - 金伯利·高斯 – 鍵盤（1997 - 1998年） - 慕斯帝斯 – 鍵盤、鋼琴（1998 - 2009年） - 艾斯·佛塔斯 – 貝斯（1999 - 2009年），和聲（1998 - 2009年） - 尼可拉斯·巴克 – 鼓、打擊樂器（1999 - 2004年） - 海爾漢默 – 鼓、打擊樂器（2005 - 2007年） - 史諾伊·夏恩 – 貝斯、和聲（2010年） |

## 作品
更詳細的列表請參見主條目：霧都魔堡作品列表
| - 永劫（1995年） - 魔王暴風（1996年1月25日） - 帝王登基（1997年5月30日） - 神聖暗次元（1999年3月2日） - 魔界大憲章（2001年3月20日） - 邪教末日（2003年9月8日） - 沉浸絕對邪惡（2007年4月24日） - 諾斯底魔咒（2010年9月24日） - 魔王暴風2005（2005年11月11日） | - 暴虐樂園（1998年8月4日） - 永墜深淵（1994年12月17日） - 魔王大道（1996年6月） - 生人折磨（2001年4月4日） - 厭惡人世（2002年5月28日） - 厭惡人世（2002年5月28日） - 黑暗至尊（2008年10月14日） - 北方之力（2017年4月28日） |

## 外部連結
- 官方网站
- 霧都魔堡的Facebook專頁
- 霧都魔堡的X（前Twitter）
- 霧都魔堡的Instagram帳戶